# キューピッド&サイケ85
『キューピッド&サイケ85』（Cupid & Psyche 85）は、イギリスのロック・バンド、スクリッティ・ポリッティが1985年に発表した2作目のスタジオ・アルバム。

## 背景
バンドの中心人物グリーン・ガートサイドは、前作『ソングス・トゥ・リメンバー』制作時に知り合ったデヴィッド・ガムソンを新メンバーとして迎え、更にガムソンの紹介により、マテリアルのドラマーとして知られるフレッド・マーも加入した。1983年にはこの体制で、ナイル・ロジャースのプロデュースによるレコーディングを行うが、当時の所属レーベルのラフ・トレード・レコードと制作費の問題で対立し、ロジャースとの録音は未発表となった。そして、バンドはラフ・トレードと決別し、アトランティック・レコードを含む様々なレーベルと接触した末、ヴァージン・レコードとの契約を得た。また、1983年には、ガートサイドのデモ・テープに感銘を受けたプロデューサーのアリフ・マーディンが、ガートサイドをアメリカに招いた。なお、ガートサイドは以前よりマーディンの音作り（特にチャカ・カーンの作品）を高く評価していた。
1984年2月、バンドはマーディンがプロデュースしたシングル「ウッド・ビーズ（アレサ・フランクリンに捧ぐ）」をリリースし、全英シングルチャートでは10位に達して、バンド初の全英トップ10シングルとなった。そして、同年のうちに「アブソルート」が全英17位、「ヒプノタイズ」が全英68位を記録し、これらの曲は本作にも収録された。
「スモール・トーク」の歌詞には、第二次世界大戦下におけるプロパガンダ「軽率な会話は命を奪う(Careless Talk Costs Lives)」を捩ったフレーズが含まれている。「アブソルート」、「ドント・ワーク・ザット・ハード」、「ウッド・ビーズ（アレサ・フランクリンに捧ぐ）」では、バンドの正式ドラマーであるフレッド・マーはドラム・プログラミングを担当し、生ドラムのパートはスティーヴ・フェローンが演奏した。
ガートサイドは本作の方向性に関して、ヒップホップを筆頭としたブラック・ミュージックのファンダムの表現が大きな部分を占めていると説明している。

## 反響
1985年、本作からの先行シングル「ザ・ワード・ガール」がリリースされ、全英シングルチャートでは自身最高の6位に達した。
続いて本作がリリースされると、全英アルバムチャートでは19週トップ100入りし、最高5位を記録して、自身初の全英トップ10アルバムとなった。オランダでは1985年6月29日付のアルバム・チャートで初登場9位となり、同国における初のアルバム・チャート入りを果たして、13週連続でトップ50入りした。ニュージーランドでは1985年7月21日付のアルバム・チャートで初登場12位となり、合計15週にわたりトップ50入りした。日本初回盤LP (25VB-1028)は1985年6月29日に発売され、バンド初のオリコンLPチャート入りを果たして、最高36位を記録した。アメリカでは1986年1月18日付のBillboard 200で50位に達し、2018年現在、自身唯一の全米トップ100アルバムとなっている。
本作からシングル・カットされた「パーフェクト・ウェイ」は、全英シングルチャートでは最高48位に終わったが、アメリカのBillboard Hot 100では11位に達し、2018年現在、バンド唯一の全米トップ40シングルとなっている。また、1986年には「ウッド・ビーズ（アレサ・フランクリンに捧ぐ）」がHot 100で91位を記録した。

## 評価
Stephen Thomas Erlewineはオールミュージックにおいて5点満点中4.5点を付け「きっちり構築された、キャッチーなシンセポップ作品」と評している。また、ロバート・クリストガウは1985年8月27日付の『ヴィレッジ・ヴォイス』紙において、本作にAマイナスを付け「彼（グリーン）は、自分の力で十分やっていけるだけの遊び心と言葉巧みさを持ち合わせているが、クライマックスの演出という分野は不得手である」と評している。
『NME』誌の2015年の企画「現在でも偉大に響く1985年のアルバム50」には、本作も含まれている。また、ピッチフォーク・メディアのスタッフが2018年に選出した「1980年代のベスト・アルバム200」では171位となった。

## 収録曲
特記なき楽曲はグリーン・ガートサイド作。ボーナス・トラックはCD/カセットテープとも共通だが、カセットではサイド1の本編の後に「フレッシュ&ブラッド」と「アブソルート（12インチ・ヴァージョン）」、サイド2の本編の後に「ウッド・ビーズ（12インチ・ヴァージョン）」と「ヒプノタイズ（12インチ・ヴァージョン）」が収録された。アメリカ盤に収録された「ラヴァー・トゥ・フォール」は、イギリス盤や日本盤より約20秒早くフェイド・アウトするショート・ヴァージョンである。
サイド1
　　（以下特記なき限りグリーン・ガートサイド作）
1. ザ・ワード・ガール – "The Word Girl" (Green Gartside, David Gamson) – 4:24
2. スモール・トーク – "Small Talk" (G. Gartside, D. Gamson) – 3:39
3. アブソルート – "Absolute" – 4:25
4. ア・リトル・ノリッジ – "A Little Knowledge" – 5:03
5. ドント・ワーク・ザット・ハード – "Don't Work That Hard" – 4:00

サイド2
1. パーフェクト・ウェイ – "Perfect Way" (G. Gartside, D. Gamson) – 4:32
2. ラヴァー・トゥ・フォール – "Lover to Fall" – 4:14
3. ウッド・ビーズ（アレサ・フランクリンに捧ぐ） – "Wood Beez (Pray Like Aretha Franklin)" – 4:48
4. ヒプノタイズ – "Hypnotize" [Short Version]" (G. Gartside, D. Gamson) – 3:36

### CDボーナス・トラック
1. フレッシュ&ブラッド – "Flesh & Blood" (G. Gartside, D. Gamson, Ann Swinton) – 5:36
2. アブソルート（12インチ・ヴァージョン） – "Absolute (version)" – 6:11
3. ウッド・ビーズ（12インチ・ヴァージョン） – "Wood Beez (version)" – 5:57
4. ヒプノタイズ（12インチ・ヴァージョン） – "Hypnotize (version)" (G. Gartside, D. Gamson) – 4:23

## 参加ミュージシャン
- グリーン・ガートサイド - ボーカル(all songs)、ギター(on #7)
- デヴィッド・ガムソン - キーボード
- フレッド・マー - ドラムス(on #1, #2, #4, #6, #7, #9, #10, #13)、ドラム・プログラミング(on #3, #5, #8, #11, #12)

アディショナル・ミュージシャン
- ニック・モロク - ギター(on #1, #6, #7, #10)
- アラン・マーフィー - ギター(on #2, #6)
- ポール・ジャクソン・ジュニア - ギター(on #3, #5, #8, #11, #12)
- アイラ・シーゲル - ギター(on #4)
- ロバート・クワイン - ギター(on #5)
- デヴィッド・フランク - キーボード(on #3, #5, #8, #11, #12)
- ロビー・ブキャナン - キーボード(on #3, #5, #8, #11, #12)
- ウィル・リー - ベース(on #3, #11)
- マーカス・ミラー - ベース(on #5)
- スティーヴ・フェローン - ドラムス(on #3, #5, #8, #11, #12)
- サイモン・クライミー - フェアライト・プログラミング(on #2)
- J.J. Ebn - フェアライト・プログラミング(on #3, #5, #7, #8, #9, #11, #12, #13)
- B・J・ネルソン - ボーカル(on #4)、バックグラウンド・ボーカル(#6を除く全曲)
- タワサ・アギー - バックグラウンド・ボーカル(on #3, #5, #8, #11, #12)
- フォンジ・ソーントン - バックグラウンド・ボーカル(on #3, #5, #8, #11, #12)
- ランキング・アン - DJ(on #10)